# 時間統覺
時間統覺（英語：Chronesthesia）或心靈時間旅行是首先由安道爾·圖威在1980年所假設的心靈能力。其指對一個人過去或未來有意識的能力。同時許多人可描述其為獨特地人類的或由人類所具有的，其他人現在主張此能力可超越以包括非人類動物如鳥。由於在試圖測量某人是否或在何時經歷了心靈時間旅行時有一種程度的晦澀和複雜性，心靈時間旅行的機制尚未被完全地理解。然而，研究已進行了繪製對心靈時間旅行負責或相關的腦區。

## 概述
時間統覺被定義為一種假設的允許人類持續地對過去和未來有意識的能力。